# Spengler-Museum
Das Spengler-Museum ist ein Heimatmuseum in Sangerhausen. Es wurde im Jahr 1952 eröffnet und gilt als das erste zu DDR-Zeiten erbaute Museum.

## Geschichte
In der ersten Hälfte des 20. Jahrhunderts sammelte der Sangerhäuser Heimatforscher Gustav Adolf Spengler (1869–1961) verschiedenste Exponate. Sein eigenes Haus wurde recht schnell zu klein für den riesigen Fundus seiner Forschungsarbeiten und so kaufte die Stadt Sangerhausen 1937 einen Großteil seiner Sammlung auf. Im Jahr 1952 öffnete dann das Spengler-Museum als erster kompletter Neubau eines Museums in der DDR erstmals seine Pforten. Der Bau wurde auf rein kommunaler Ebene organisiert, da ein Abzug der Sammlungsbestände befürchtet wurde.
Seit dem 1. September 2001 ist das ehemalige Wohnhaus Spenglers in der Hospitalstraße 56 Teil des Gesamtmuseums und zeigt die Geschichte der Familie, des Hauses und des Wohnens um das Jahr 1900.

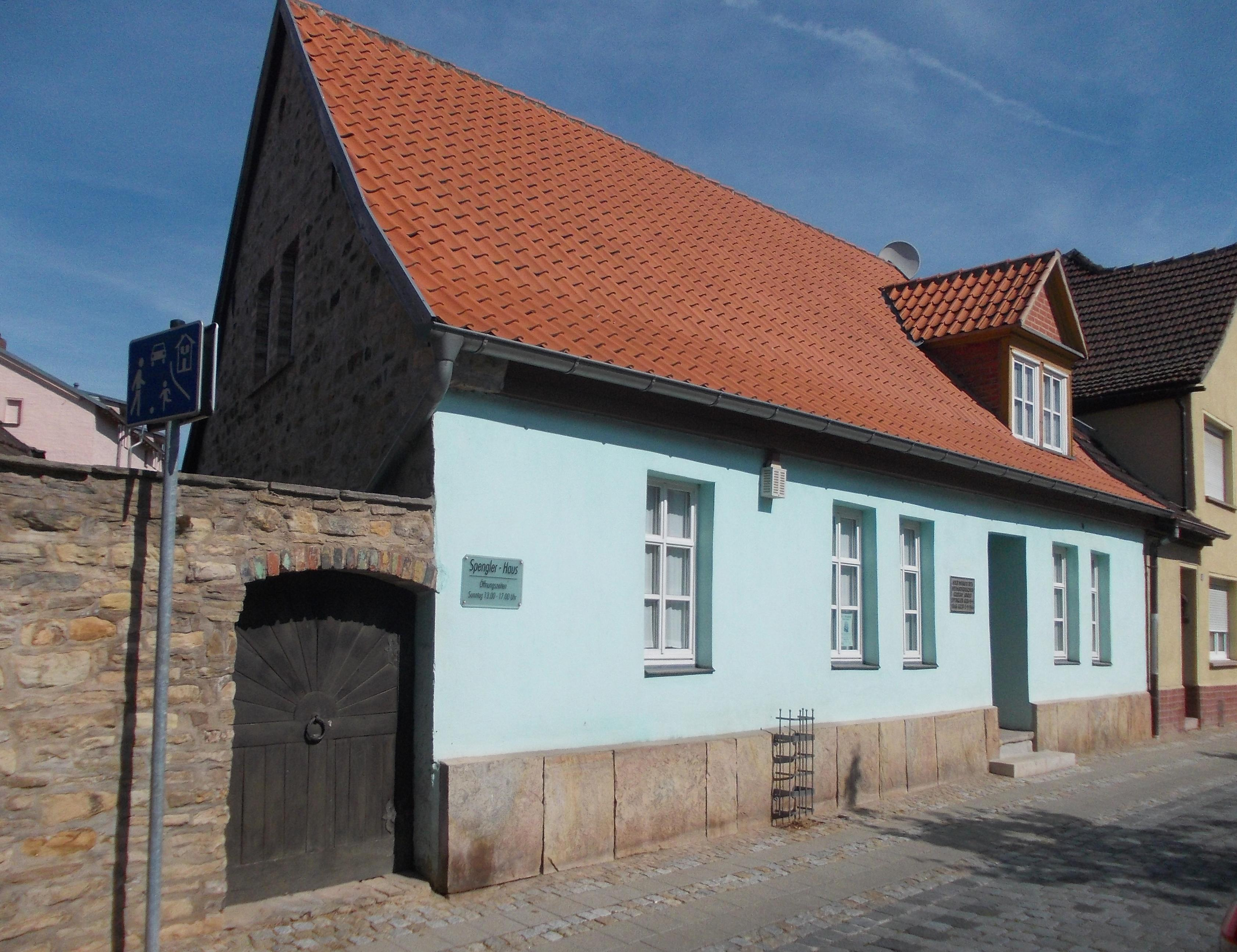
Ehemaliges Wohnhaus Spenglers

## Ausstellungen
In einer Dauerausstellung werden Exponate zu den Themen Geologie, Naturkunde, Eiszeit, Ur- und Frühgeschichte, Mittelalter, Stadtgeschichte und des in Sangerhausen geborenen Autors und Regisseurs Einar Schleef (1944–2001) präsentiert. Weiterhin gibt es das ganze Jahr über Sonderausstellungen zu unterschiedlichsten Themen.

## Das Steppenmammut

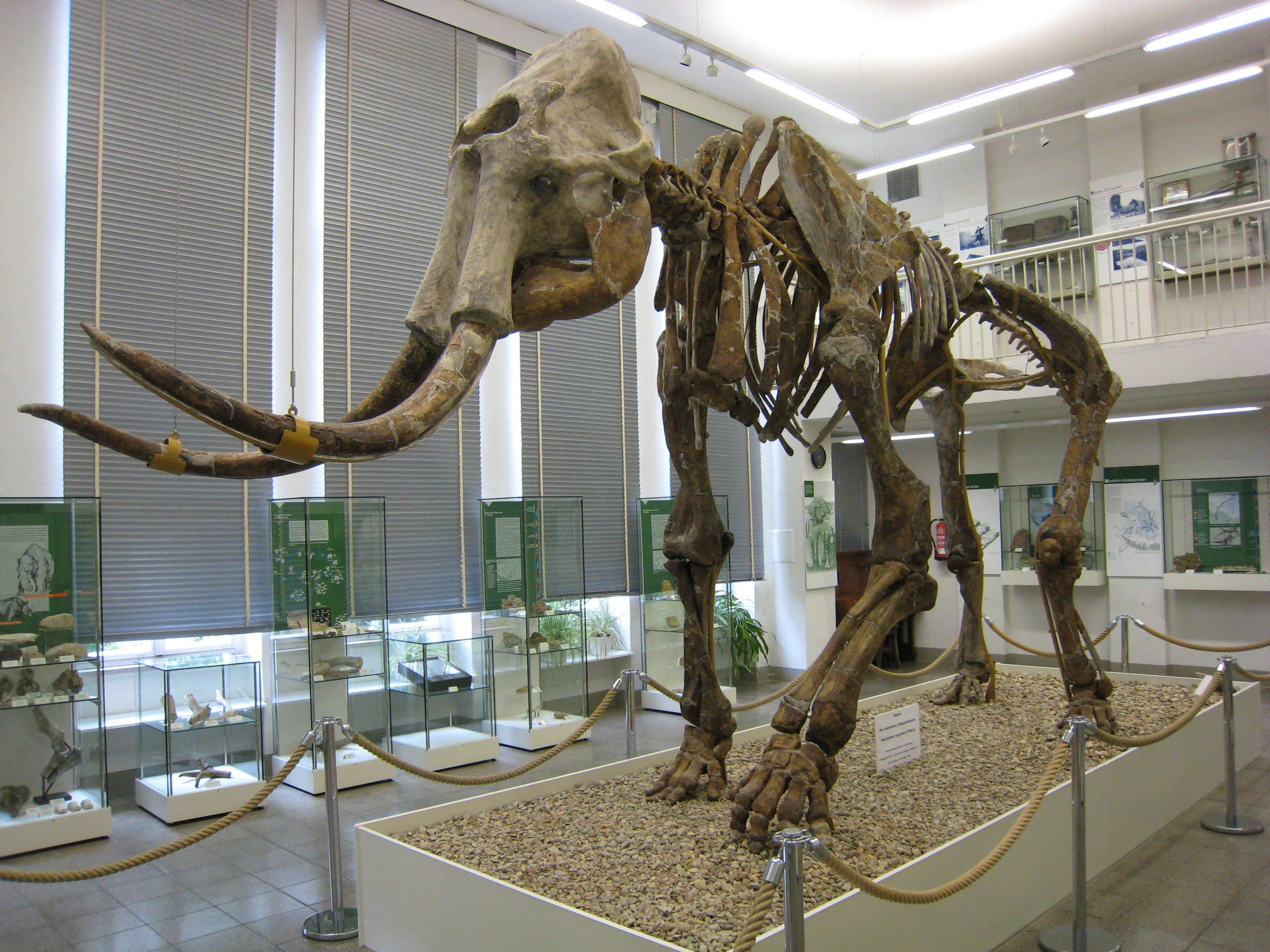
Das Mammut-Skelett

Als eine Besonderheit der Spengler-Sammlung wird das Skelett eines Mammuts angesehen. Es ist das einzige Gesamtskelett eines Steppenmammuts (Mammuthus trogontherii) in Deutschland. Diesen größten Fund seines Lebens machte Gustav Adolf Spengler 1931 bei Edersleben. Die Ausgrabungsarbeiten dauerten zwei Jahre. Das präparierte Skelett wurde in der großen Halle des Spengler-Museums aufgestellt und ist seither eines der Wahrzeichen der Stadt Sangerhausen.

## Einzelbelege
1. ↑  Beleg Museumsbau (Memento vom 8. November 2011 im Internet Archive)
2. ↑  Beschreibung des Mammut von Edersleben bei www.harz-saale.de (abgerufen am 29. Juli 2009)

Koordinaten: 51° 28′ 42,5″ N, 11° 17′ 39,1″ O